# Stelis laxa
Stelis laxa är en orkidéart som beskrevs av Rudolf Schlechter. Stelis laxa ingår i släktet Stelis och familjen orkidéer. Inga underarter finns listade i Catalogue of Life.